# Olajnyomás
Az olajnyomás történeti, pozitívképkészítő, kromátkolloidos nemeseljárás.  A fényképészet úgynevezett festőies stíluskorszakának kedvelt technikája volt. L. A. Poitevin (1819-1882) 1855-ben, E. Mariot (1825-1891) már 1866-ban leírta a nyomást, gyakorlati használatának kezdete azonban G. E. H. Rawlins (1876-?) 1904 októberi közlése utánra tehető,  W. de W. Abney (1843-1920) 1873-ban az átnyomást adja közre és M. R. Demachy (1859-1936) 1911-es változata révén kezdték szélesebb körben használni. A széles körű gyakorlatból az egyszerűbb készítési módú brómolajnyomás szorította ki.

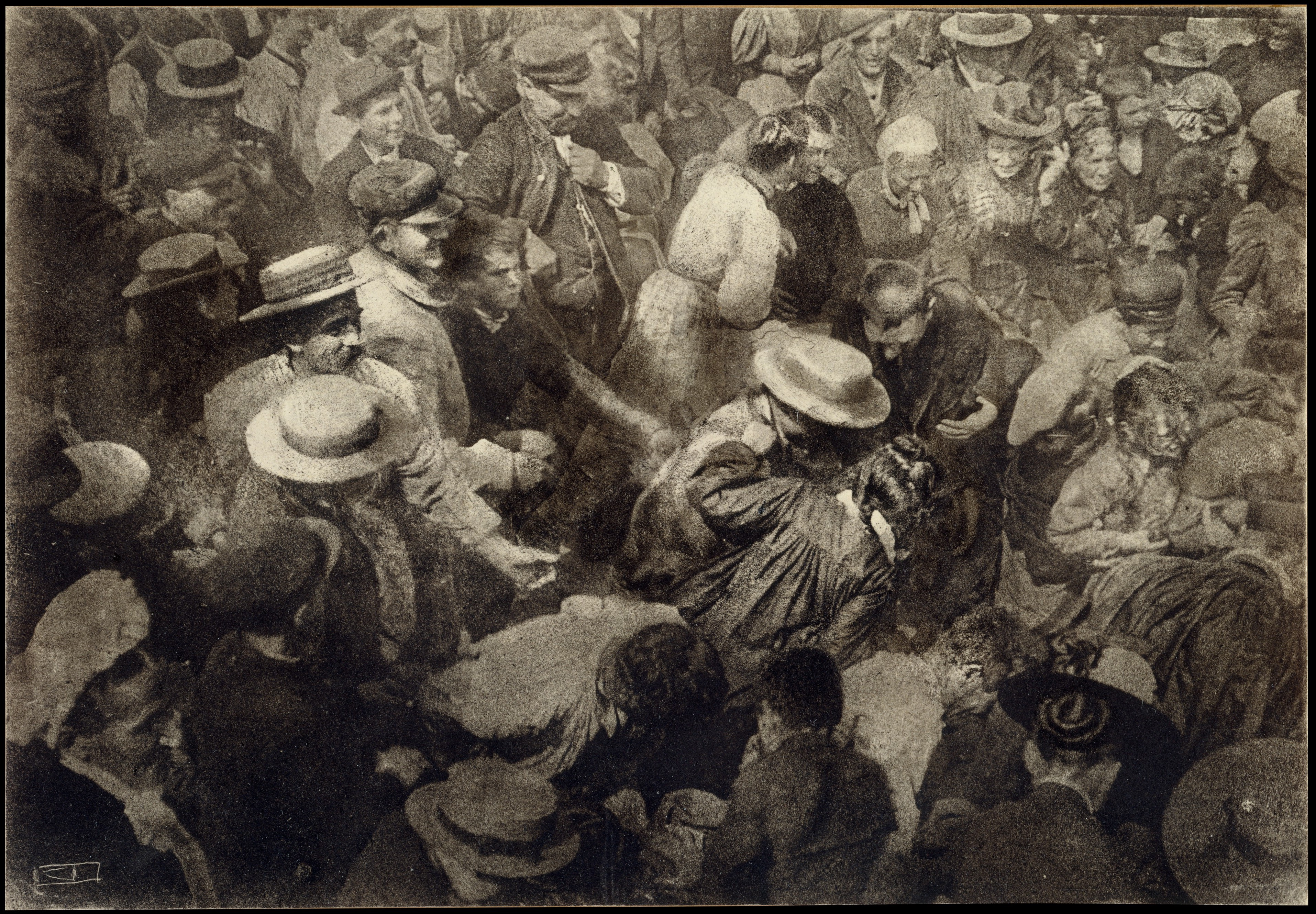
Robert Demachy (1859–1936): A Crowd, France, 1910. olajnyomat

## Az eljárás
Zselatinnal egyik oldalán bevont papírt bikromátos oldattal (kálium-, nátrium-, ammónium-) oldattal (fény)érzékenyítenek. Kontaktmásolással,  negatívon keresztül exponálják. A bikromátos zselatin fény hatására megcserződik. Kidolgozása hideg vízben történik melynek során a fényt nem kapott, s így cserzetlenül maradt rétegrészek megduzzadnak, míg a fény által cserzettek nem. Zsíros olajfestékkel festékezik, mely a víztartalmú részeken nem (vagy kevésbé), hanem csak a cserződött helyeken tapad meg a cserzettség mértékének arányában. A festékezés speciális formájú ecsettel vagy hengerrel történik.
Változatánál az olajátnyomásnál a festéket nem az eredeti hordozóján szárítják meg, hanem megfelelő présben egy másik anyagra nyomtatják át. Vizes áztatás után a kép újra festékezhető így, nyomódúcként használva több nyomat is készülhet róla, amíg a zselatinréteg bírja a mechanikai igénybevételt. A módszer, bár bonyolult módon de alkalmas és használatos volt korai színes papírképek előállítására is. Kék, zöld és vörös színszűrőn keresztül egy-egy fényképet készítettek pánkromatikus fotóanyagra ugyanarról a témáról. E képekről egy-egy olajnyomatot készítettek a nekik megfelelő alapszínben: sárga színű képet a kék szűrősről, bíbor képet a zöld szűrősről és kékeszöldet a vörös szűrősről. E festékképeket megfelelő illesztéssel egymásra nyomtatták és így szerencsés esetben kialakult a színes kép. Hasonló elven készülhetett színes kép más nemeseljárások például a brómolajátnyomás, pigmentnyomás, guminyomás és a carbronyomás segítségével.

## Külső hivatkozások
- Történeti Fotóeljárások Magyarországon-Olajnyomat
- Történeti Fotóeljárások Magyarországon-Olajátnyomás
- Archaltfotokonzerv – Fototechnika-Történeti (Egészen) Kis Lexikon
- Terry King: Bromoil and oil pigment printing
- Kiss Zoltán: Olajnyomás, brómolajnyomás. 1915. Szombathely.